# Oreogrammitis loculosa
Oreogrammitis loculosa är en stensöteväxtart som först beskrevs av Cornelis Rugier Willem Karel van Alderwerelt van Rosenburgh, och fick sitt nu gällande namn av Barbara S. Parris. Oreogrammitis loculosa ingår i släktet Oreogrammitis och familjen Polypodiaceae. Inga underarter finns listade.